# Noah Taylor
Noah Taylor, född 4 september 1969 i London i England, är en brittisk skådespelare. Han har bland annat medverkat i The New World (2005), Life Aquatic (2004) och Lara Croft: Tomb Raider (2001). Hans första filmroll var Kär och galen (1987).

## Filmografi
- 1987 – Kär och galen
- 1989 – Den första kärleken
- 1990 – Bangkok Hilton (TV-serie)
- 1993 – Hemlisar
- 1995 – Dad & Dave - On Our Selection
- 1996 – Shine
- 1997 – True Love and Chaos
- 1998 – Brand New World
- 1998 – There's No Fish Food in Heaven
- 1999 – Simon Magus
- 1999 – Eskorten
- 2000 – Almost Famous
- 2001 – Lara Croft: Tomb Raider
- 2001 – He Died With a Felafel in His Hand
- 2001 – Vanilla Sky
- 2002 – Max
- 2003 – Kärlekens lexikon
- 2003 – Lara Croft Tomb Raider: The Cradle of Life
- 2004 – The Life Aquatic
- 2005 – Kalle och chokladfabriken
- 2005 – The Proposition
- 2005 – The New World
- 2010 – Submarine
- 2012 – Lawless
- 2014 – Edge of Tomorrow